# دوو سکوریتیس
دوو سکوریتیس (به انگلیسی: Daewoo Securities) شرکت خدمات مالی کره‌ای است، که در زمینه ارائه خدمات کارگزاری بورس و اوراق بهادار، مدیریت ثروت، بانکداری سرمایه‌گذاری و مدیریت سرمایه‌گذاری فعالیت می‌کند. 
شرکت دوو سکوریتیس در سال ۱۹۷۰ به‌عنوان زیرمجموعه‌ای از گروه دوو تأسیس شد. این شرکت در سال ۱۹۹۹ در پی ورشکستگی گروه صنعتی دوو، توسط بانک توسعه کره خریداری و تصاحب گردید.
دوو سکوریتیس در حال حاضر با در اختیار داشتن شبکه‌ای از ۱۲۴ شعبه، به‌عنوان بزرگترین شرکت کارگزاری و بانکداری سرمایه‌گذاری در کشور کره، بر پایه میزان ارزش بازار سرمایه شناخته می‌شود.
دفتر مرکزی این شرکت در شهر سئول، کره جنوبی قرار دارد و بخشی از سهام آن در بازار بورس کره معامله می‌شود.